# Allopauropus bakonyensis
Allopauropus bakonyensis är en mångfotingart som beskrevs av Imre Loksa 1966. Allopauropus bakonyensis ingår i släktet småfåfotingar, och familjen fåfotingar. Inga underarter finns listade i Catalogue of Life.